# أرتور ألكاراز
أرتور ألكاراز هو عالم براكين فلبيني، ولد في 21 مارس 1916 في مانيلا في الفلبين، وتوفي في 10 مارس 2001.